# Pindi Bhattian
Pindi Bhattian (urdu: پِنڈى بهٹياں‬) – miasto w Pakistanie, w prowincji Pendżab. W 2017 roku liczyło 55 515 mieszkańców.